# Which Bitch?
Which Bitch? è il secondo album in studio del gruppo musicale indie rock scozzese The View, pubblicato nel 2009.

## Tracce
1. Typical Time 2 – 1:36
2. 5 Rebbecca's – 3:50
3. One Off Pretender – 3:29
4. Unexpected – 3:39
5. Temptation Dice – 3:47
6. Glass Smash – 4:20
7. Distant Doubloon – 4:36
8. Jimmy's Crazy Conspiracy – 3:47
9. Covers (feat. Paolo Nutini) – 3:23
10. Double Yellow Lines – 4:09
11. Shock Horror – 4:07
12. Realisation – 3:41
13. Give Back the Sun – 5:54
14. Gem of a Bird – 3:32

## Formazione
- Kyle Falconer - voce, chitarra, piano
- Kieren Webster - voce, basso
- Pete Reilly - chitarra
- Steven Morrison - batteria

## Classifiche
| Classifica (2009) | Posizione raggiunta |
| ----------------- | ------------------- |
| Regno Unito       | 4                   |